# Haring (Míchigan)
Haring es un lugar designado por el censo ubicado en el condado de Wexford en el estado estadounidense de Míchigan. En el Censo de 2010 tenía una población de 328 habitantes y una densidad poblacional de 56,71 personas por km².

## Geografía
Haring se encuentra ubicado en las coordenadas 44°16′56″N 85°24′2″O / 44.28222, -85.40056. Según la Oficina del Censo de los Estados Unidos, Haring tiene una superficie total de 5.78 km², de la cual 5.78 km² corresponden a tierra firme y (0%) 0 km² es agua.

## Demografía
Según el censo de 2010, había 328 personas residiendo en Haring. La densidad de población era de 56,71 hab./km². De los 328 habitantes, Haring estaba compuesto por el 95.43% blancos, el 0% eran afroamericanos, el 0.61% eran amerindios, el 0.61% eran asiáticos, el 0.3% eran isleños del Pacífico, el 0.3% eran de otras razas y el 2.74% pertenecían a dos o más razas. Del total de la población el 1.52% eran hispanos o latinos de cualquier raza.